# 紐萊特 (北卡羅萊納州韋克縣)
紐萊特（英語：New Light）是位於美國北卡羅萊納州韋克縣的非建制地區。

## 歷史
紐萊特的郵局於1840年設立，其後於1902年停運。

## 地理
紐萊特所處的海拔為高於海平面126米（即413英呎），而該地所採用的時區為UTC-5，即北美东部时区（EST）。同時該地設有夏令時間，為UTC-5調快一小時，即UTC-4（EDT）。